# NGC 7083
NGC 7083 (другие обозначения — PGC 67023, ESO 107-36, IRAS21318-6407) — галактика в созвездии Индеец.
Этот объект входит в число перечисленных в оригинальной редакции «Нового общего каталога».
В галактике вспыхнула сверхновая SN 2009hm типа Ib, её пиковая видимая звездная величина составила 14,7.
Морфология галактики хорошо изучена.